# L'Anonyme, ou, Ni père ni mère
L'Anonyme, ou, Ni père ni mère est un des romans de jeunesse d'Honoré de Balzac, publié en 1823 aux éditions Carpentier-Méricourt (Paris), sous le double pseudonyme de A. Viellerglé Saint Alme (pour Balzac) et Auguste Le Poitevin de L'Égreville (celui de son commanditaire).

## Résumé
Balzac se projette dans le personnage d'un enfant trouvé à la recherche de son père et de sa mère.

## Postérité
Vilipendé et malmené par la critique qui s'est montrée particulièrement venimeuse, selon Auguste Vitu, qui écrit en 1851 : « Nous ne trouvons dans les premières pages de Balzac aucun sujet de moquerie », considéré longtemps comme des « cochonneries littéraires » par Balzac lui-même, « L'Anonyme n'avait jamais été réédité depuis 1823 ». En 2003, Marie-Bénédicte Diethelm le réédite avec des commentaires sur l'ensemble des œuvres de jeunesse de Balzac dont elle rappelle qu'il aura fallu attendre « les travaux de Maurice Bardèche, Pierre Barbéris, André Lorant, Roland Chollet et René Guise pour que justice soit rendue à ces écrits étonnants dont Pierre-Georges Castex avait, de son côté, souligné l’intérêt dans son introduction aux “Romans de jeunesse” parus dans l’édition du Club français du livre (t. XV, p. 423-446) ».

## Rééditions du texte
- Michel Lévy frères, La Librairie Nouvelle, Paris, 1868.
- Marie-Bénédicte Dietlem, Éditions Le Passage, 2003, avec une analyse du texte, 392 p.